# Buková (district de Plzeň-Sud)
Pour les articles homonymes, voir Buková.
Buková (en allemand : Bukowa) est une commune du district de Plzeň-Sud, dans la région de Plzeň, en République tchèque. Sa population s'élevait à 231 habitants en 2019.

## Géographie
Buková se trouve à 7 km à l'est-sud-est de Staňkov, à 28 km au sud-ouest de Plzeň et à 110 km à l'ouest-sud-ouest de Prague.
La commune est limitée par Staňkov et Merklín au nord, par Ptenín à l'est et au sud-est, par Srbice au sud, et par Poděvousy et Čermná à l'ouest.

## Histoire
La première mention écrite de la localité date de 1115.

## Galerie

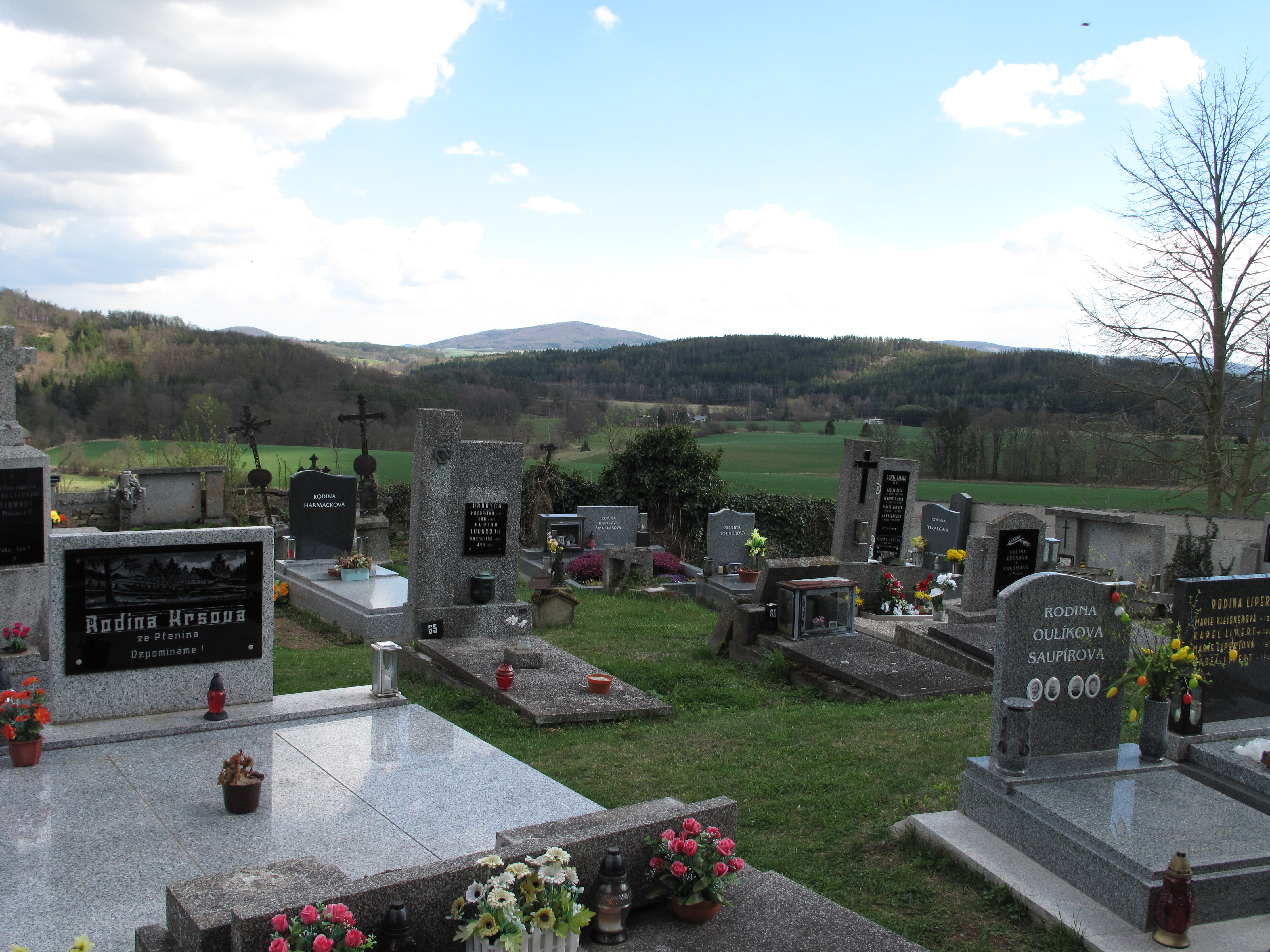
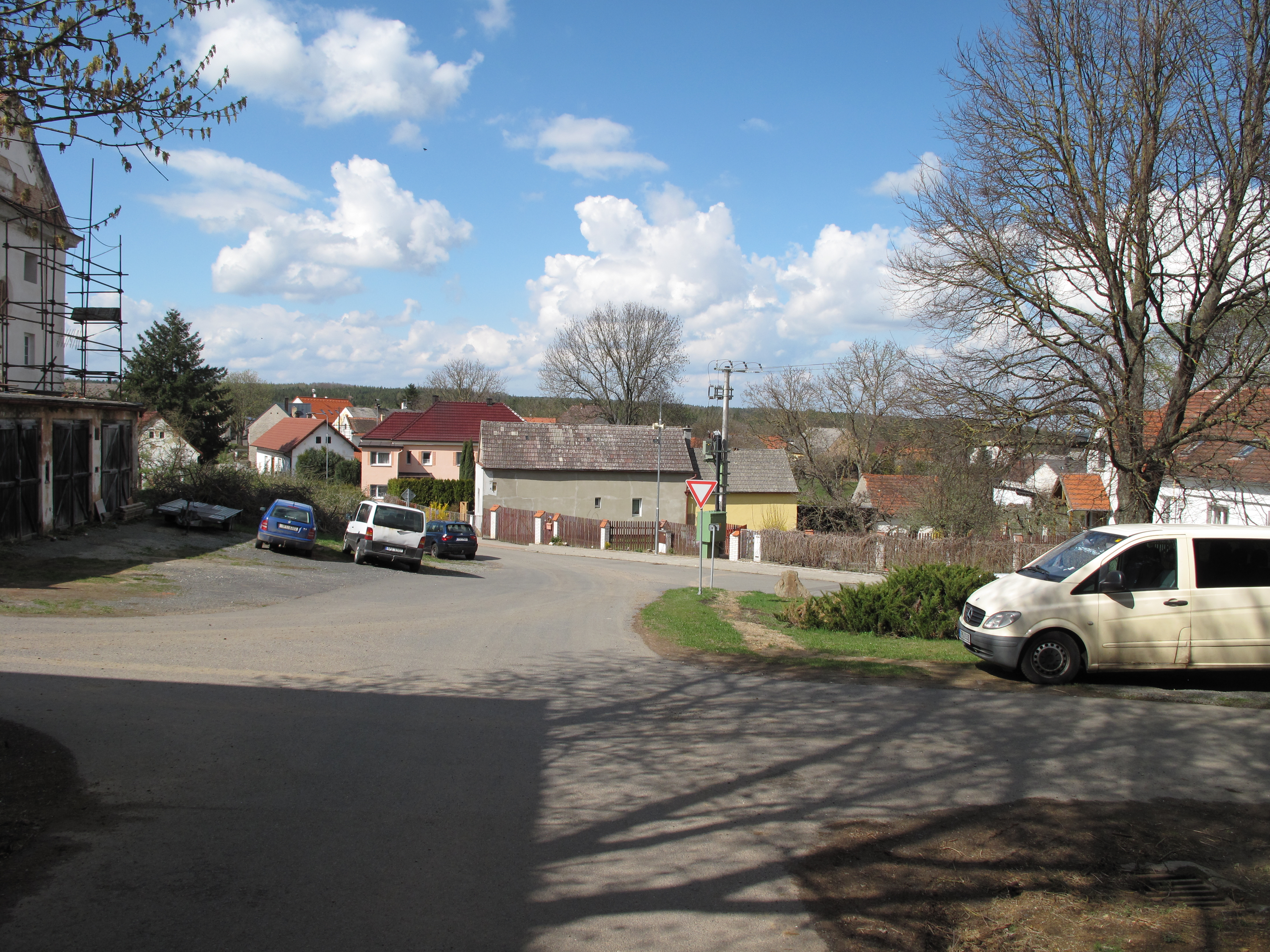
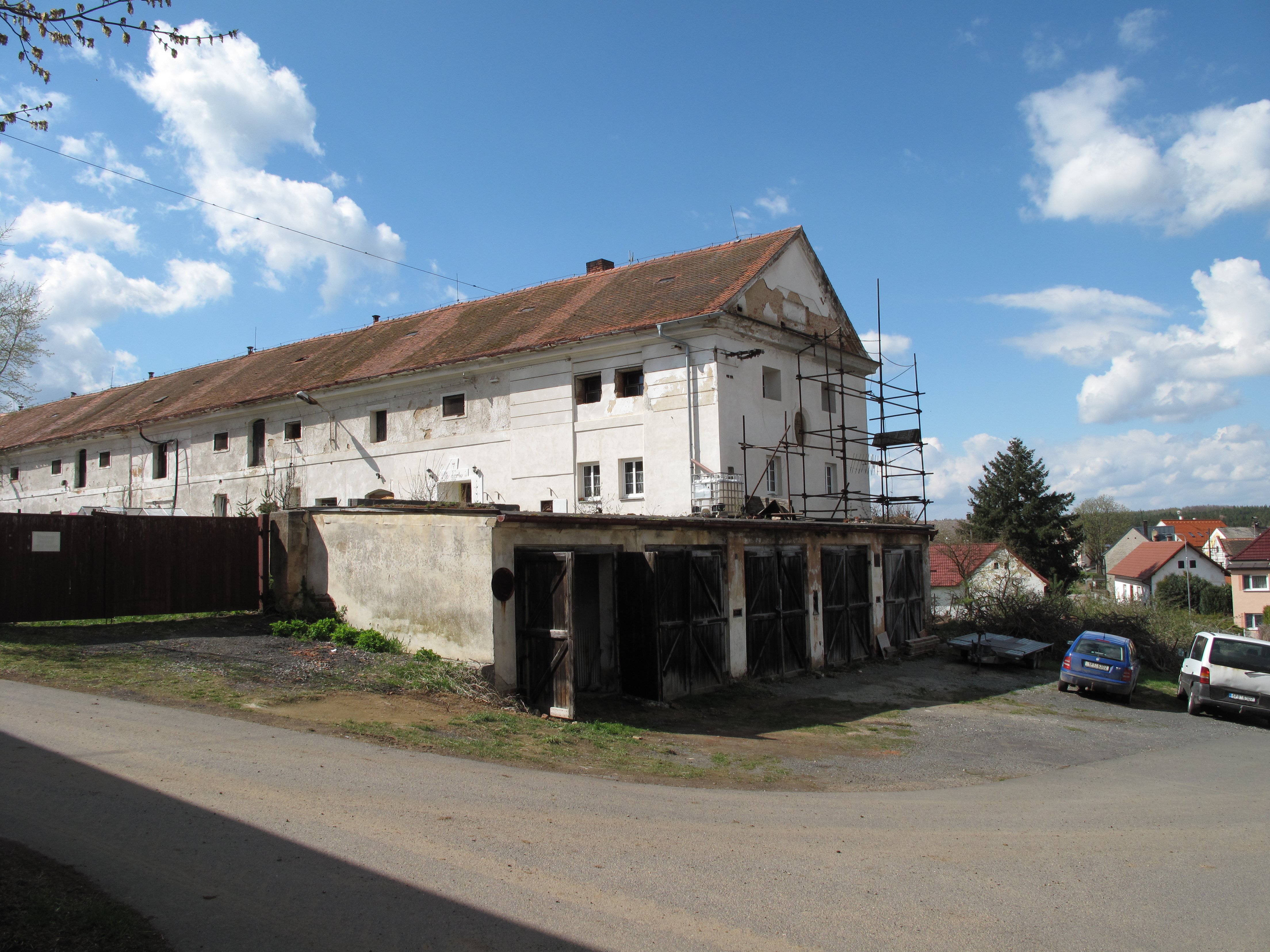